# 歸光尺蛾
歸光尺蛾（学名：Triphosa rantaizanensis）为尺蛾科光尺蛾屬下的一个种。